# ديف لي (لاعب دارت)
ديف لي (بالإنجليزية: Dave Lee)‏ هو لاعب دارت بريطاني، ولد في 23 أبريل 1956 في إنجلترا في المملكة المتحدة.

## وصلات خارجية
- ديف لي على موقع DartsDatabase.co.uk (الإنجليزية)